# کلود بری
کلود بری (به فرانسوی: Claude Berri) (زاده ۱ ژوئیه ۱۹۳۴ با نام کلود برل لنگمن- ۱۲ ژانویه ۲۰۰۹) کارگردان، فیلمنامه‌نویس، بازیگر و تهیه‌کننده فرانسوی بود. از معروف‌ترین فیلم‌هایی که او کارگردانی کرده می‌توان به ژان دوفلورت و ژرمینال اشاره کرد.

## زندگی و حرفه
کلود بری در پاریس به دنیا آمد. او در آغاز فعالیت‌های هنری‌اش به‌عنوان بازیگر در تئاتر حضور داشت و در این عرصه موفق به کسب جایزه «تولد یک ستاره» شد. نقش‌آفرینی‌های او در سینما با حضور در نقش‌های کوتاه همراه بود. به همین دلیل، به کارگردانی روی آورد و در سال ۱۹۶۳ با ساخت دومین فیلم کوتاه خود با نام «مرغ» هنر کارگردانی خود را به نمایش گذاشت.
او همچنین تهیه‌کنندگی بسیاری از آثار مهم سینمای فرانسه را به عهده داشته‌است. «به خانه استیکس‌ها خوش آمدید»، آخرین فیلمی است که بری آن را تهیه کرد. این فیلم در سال ۲۰۰۸ عنوان دومین فیلم پربیننده تاریخ سینمای فرانسه را به‌دست‌آورد. بازی در ۲۷ فیلم، کارگردانی ۲۳ فیلم و تهیه ۳۸ فیلم و نگارش ۳ فیلمنامه حاصل حدود ۵۰ سال فعالیت سینمایی بری بود.
بری به‌عنوان یک کلکسیونر برجسته نیز شناخته می‌شد. او از سالها پیش به گردآوری مجموعه‌های هنری گرانبهایی از هنرمندان بزرگ معاصر فعال بود.

## فیلم‌شناسی
برخی از مهم‌ترین فیلم‌هایی که بری کارگردانی کرده‌است از این قرارند:
- بوسه‌ها (۱۹۶۴)
- سینمای پدر (۱۹۷۰)
- دوستت دارم… من هم نه (۱۹۷۶)
- دوستتان دارم (۱۹۸۰)
- ژرمینال (۱۹۹۳)
- ژان دوفلورت (۱۹۹۴)
- دختر چشمه (۱۹۹۶)
- زن خدمتکار (۲۰۰۱)
- شکار و گردآوری (۲۰۰۷)